# 半線鸚竺鯛
半線天竺鯛，俗名目擇仔、大目側仔，為輻鰭魚綱鈎頭魚目天竺鯛科鸚竺鯛屬的其中一個種。
该物种的模式产地在日本長崎县。

## 分布
本魚分布於印度洋－西太平洋區，包括中国的南海, 东海，黄渤海和台湾以及印尼、菲律賓、日本、澳洲北部等海域。

## 深度
水深3至100公尺。

## 特徵
本魚體稍長、側扁，尾柄窄，頭尖，眼徑較吻長為長。第一背鰭小且和第二背鰭基底極近。尾呈叉狀。顏色淡灰色，略帶紅，尾柄有和瞳孔同大小之圓黑點；第一背鰭硬棘末端呈漆黑色，體側兩條水平縱帶間呈金黃色。背鰭硬棘8枚、軟條9枚；臀鰭硬棘2枚、軟條8枚。體長可達12公分。

## 生態
本魚棲息在岩礁中，大多成群行動。夏季為產卵期，卵產下後，由雄魚含於口中孵育。通常雄雌成對共同劃定勢力範圍。以浮游生物和底棲無脊椎動物為食物。

## 經濟利用
可食用，亦可作為觀賞魚觀賞。

### 腳注
1. ↑  中国科学院动物研究所. . 中国动物物种编目数据库. 中国科学院微生物研究所.   [2009-04-16]. （原始内容存档于2016-03-05）.